# Metadenopsis
Metadenopsis är ett släkte av insekter. Metadenopsis ingår i familjen ullsköldlöss.
Kladogram enligt Catalogue of Life:
| Metadenopsis | \| \| Metadenopsis ceratocarpi \| \| \| \| \| \| Metadenopsis halogetonis \| \| \| \| |
|              | \| \| Metadenopsis ceratocarpi \| \| \| \| \| \| Metadenopsis halogetonis \| \| \| \| |
|              | Metadenopsis ceratocarpi                                                              |
|              |                                                                                       |
|              | Metadenopsis halogetonis                                                              |
|              |                                                                                       |